# Сесил Битон
Сер Сесил Волтер Харди Битон (енгл. Cecil Walter Hardy Beaton; Лондон, 14. јануар 1904 — Броадчалк, 18. јануар 1980) био je енглески фотограф, илустратор, дизајнер ентеријера, костимограф и сценограф. У каријери дугој преко 60 година Битон је постао интернационално славан по својим гламурозним и стилизованим фотографијама познатих и по дизајну филмских и позоришних костима. За свој рад на костимима добио је два Оскара, и то за филмове Жижи (1958) и Моја лепа госпођице (1964), и четири награде Тони за позоришне костиме у представама: Квадрил (1955), Моја лепа госпођице (1957), Саратога (1960) и Коко (1970). Објавио је и сопствени дневник у шест томова, који је писао од 1922. до 1974.

## Биографија
Сесил Битон је рођен 14. јануара 1904. у Лондону, тачније у Хампстеду, као син трговца Ернеста Волтера Хардија Битона (1867–1936) и његове жене, Ети Сисонс (1872–1962). Још као дете почео је да се интересује за свет позорнице сакупљајући новинске исечке о моди и слике глумица. Његов први додир са фотографијом био је преко његове дадиље која му је позајљивала камеру Кодак 3А, популарни модел фото-апарата намењен и идеалан за почетнике у овој области. Убрзо му је фотографија постала хоби, а прве моделе пронашао је међу члановима своје породице. Године 1918. отишао је на школовање у Хароу, да би у периоду између 1922. и 1925, наставио школовање на Кембриџу. На Кембриџу је студирао историју, уметност и архитектуру, али никада није дипломирао. Након што је напустио универзитет, запослио се у трговачкој фирми свог оца где се задржао само осам дана.
Своју каријеру је започео у Лондону дизајнирајући каталоге јакни и костиме за хуманитарне матинее, а истовремено је студирао професионалну фотографију у студију Паула Танквеја. Убрзо је почео да ради за британско издање часописа Вог, прво као илустратор, а затим и као фотограф. У Лондону 1924. отвара сопствени студио. Међу првим клијентима нашао се и млади аристократа Стивен Тенент који му је постао и најбољи пријатељ. Овај млади и богати денди увео је Битона у аристократске кругове Лондона, односно у свет за којим је Битон одувек жудео. Друго важно пријатељство које је склопио у овом периоду било је са породицом Ситвел. Ову породицу сачињавали су књижевници модернисти: Идит, Озберт и Сашеверел Ситвел. Из овог пријатељства настала је читава серија фотографија на којој Идит, Озберт и Сашеверел заузимају необичне позе обучени у ексцентричну одећу. Пријатељство и покровитељство ове породице отворило му је врата уметничких и авангардних кругова Лондона. До касних двадесетих Сесил Битон је већ био признати и тражени модни и друштвени фотограф.
Тридесете године проводи у Америци где сарађује са водећим холивудским звездама. За време Другог светског рата пријавио се у службу министарства информација Уједињеног Краљевства као ратни фотограф. Путовао је по фронтовима и фотографисао војнике, избеглице, ратну опрему и објекте. Најпознатија слика из овог ратног периода је она која приказује трогодишњу Ајлин Дун, која рањена за време бомбардовања Лондона, лежи у кревету грлећи плишану играчку.
Након Другог светског рата, осим што се вратио фотографисању холивудске и културне елите, започиње и каријеру дизајнера костима на Бродвеју и у Холивуду. Године 1972. добија титулу сера. Две године касније доживљава шлог, који је као последицу донео трајно одузимање десне стране тела. Иако је научио да пише, слика и намешта фото-апарат левом руком, сматрао је да више неће моћи да зарађује. Као резултат те забринутости улази у преговоре са Филипом Гарнером око продаје на аукцији његових радова. Умире у својој кући у Бродчалку 1980. године услед срчаног удара.

### Приватни живот
Сесил Битон је био препознатњив по свом дендистичком облачењу и феминизираним манирима. Као студент носио је кармин и мазао нокте. Врло рано је открио да је, како је записао у свом дневнику, “ужасни, ужасни хомосексуалац“. Његове везе са мушкарцима махом су биле краткотрајне. Почетком тридестих заљубљује се у Питера Вотсона, богатог колекционара уметничких дела. Иако је и Вотсон био хомосексуалац, он никада није показао интересовање према Битону. У својим дневницима Битон је тврдио да је наводно имао аферу и са Гаријем Купером, који му је био блиски пријатељ током живота.
Осим хомосексуалних афера Битон је имао и пар интимних веза са женама. Биографи се не слажу око тога да ли су ове афере сведочиле о његовој бисексуалности или су то биле излети у хетеросексуалност услед сопствене аутохомофобије. Најпознатија оваква веза била је веза са глумицом Гретом Гарбо. До њиховог званичног упознавања долази 1946. када настаје прва серија фотографија. Исте године започиње њихова веза која је била отвореног типа са честим прекидима и остваривању афера са другим особама. Након што је Гарбо неколико пута одбила да се уда за њега, у њиховом односу долази до хлађења. 1972. Битон објављује трећи том сопственог дневника у којем је било информација о њиховој вези, што је Грета Гарбо доживела као издају и потпуно прекинула било какав контакт са њим. Пристала је да га види након 8 година, неколико дана пред Битонову смрт 1980.

## Каријера и достигнућа

### Фотографија
Битон није стекао вештину фотографисања у школама већ је био самоук. Поседовао је темељно знање о фотографији викторијанског и едвардијанског доба. Посебан утицај на њега оставиле су фотографије Камиле Силви и техника меког фокуса, коју је примењивао Емил Ото Хопе. Такође, у његовим радовима осећа се утицај енглеских портретиста и ренесансних сликара.
Прве успешне фотографије начинио је фотографишући своје сестре Ненси и Барбару (Баба) у костимима које је сам сашио. Осим костима, Битон је осмислио и позадину, комбинујући је од марамица, псеудо-фирентинског броката и шљокичастих мрежа. Ту навику да сам осмишљава костиме и сценографију на својим фотографијама примењиваће често током читаве каријере. У фотографијама које су настале тридесетих година осећа се снажан утицај холивудског филма. Тај утицај се првенствено огледа у снажним контрастима и изразитим сенкама. Под утицајем надреализма, у своје фотографије укључује бизарне комбинације. Скупоцене хаљине комбинује са мутилицама за јаја, жицама металног кревета и кухињским прибором. Његови модели почињу да носе шешире направљене од љусака од јаја и торбице направљене од прућа. Након надреалистичке фазе уследио је утицај рококоа. Битон је обилазио антикварнице трагајући за скулптурама, таваницама и избрушеним арабескама које би укључивао у своје фотографије подражавајући на тај начин платна сликара рококоа, посебно Ђованија Батисте Тијепола. Након Другог светског рата његове фотографије, иако не губе на екстравагатности, ипак постају сведеније.
Битонов објектив забележио је портрете великог броја најзнаменитијих филмских звезда, музичара и интелектуалаца његовог времена. Неки од најпознатијих који су стали испред његове камере су: Стивен Тенент, Гари Купер, Марлен Дитрих, Грета Гарбо, Талула Банкхед, Салвадор Дали, Пабло Пикасо, Винстон Черчил, Марлон Брандо, Јул Бринер, Вивијен Ли, Вита-Секвил Вест, Едит Ситвел, Жан Кокто, Жан-Пол Сартр, Марија Калас, Колета, Гертруда Стајн, Мерилин Монро, Одри Хепберн, Кетрин Хепберн, Меј Вест, Елизабет Тејлор, Рудолф Нурејев, Мик Џегер, Енди Ворхол, Кенди Дарлинг, краљица Елизабет Боуз-Лајон, Џоун Крафорд, Грејс Кели, Тенеси Вилијамс, Труман Капоте, Меријен Мур и многи други.
Висока екстравагатност, бајковитост, гламурозност, пажљиво третирање детаља, начиниле су га једним од најпознатијих фотографа свих времена и донеле су му титулу „Бајрона фотоапарата“. Писац Труман Капоте је тврдио да никада неће измислити такву камеру која ће моћи да сними и обухвати све што Битон види. Са друге стране претераност у детаљима и сладуњавост на неким фотографијама одбијале су појединце. Амбивалетност његовог фотографског рада сумира Џин Торнтон речима:„када је Сесил Битон добар он је веома, веома добар али када је лош, он је ужасан... потребна је генијалност да би се био тако лош.“

### Позоришна и филмска костимографија
Након Другог светског рата Битон се посветио раду на костимима у позоришту и на филму. У позоришту најпознатији су његови костими за бродвејске поставке представа: Лепеза госпође Виндермер (1964), Трава пева (1952), Квадрил (1955), Моја лепа госпођице (1957), Саратога (1960) и Коко (1970). За четири последње добио је Тони награду за најбоље костиме.
Битон је дизајнирао и костиме за дванаест филмова, од којих су најпознатији костими за филмове Ана Карењина (1948), Жижи (1958) и Моја лепа госпођице (1964).

#### Ана Карењина
За Филм Ана Карењина, Битон је ангажован непосредно пре почетка снимања. Две недеље пре прве клапе Вивијен Ли, која је глумила Ану, и Битон су отишли у Париз да испробају сашивене костиме. Сви корсети су били уски и неудобни, те је Битон послат да их брзо преправи. После су утврдили да су били неудобни јер их је Вивијен Ли облачила наопако. Иако су Битон и Вивијен касније постали пријатељи, у једном тренутку је дошло до несугласица. Наиме, када се Лијева пожалила неколико пута да су рукавице преуске, Битон је суво одговорио да рукавице нису уске, него да су њој шаке превелике. Сесил Битон у писму Грети Гарбо, која је већ прослављено тумачила лик Ане Карењине, саопштава: „Мислим да ће Ана бити добар филм. Добро је режиран. Главна глумица није Ана Карењина - ипак она није ти - али је симпатична и има сјајну личност и стил. Вронски је катастрофа.“
Костими у овом филму су хваљени иако филм није добро прошао међу критичарима. За разлику од Жижи и Моја лепа госпођице који су филмови у боји, Ана Карењина је црно-бели филм, тако да је сав акценат на костимима у кроју и детаљима.

#### Жижи
Сесил Битон је заједно са редитељем Винсетом Минелијем укључен у пројекат снимања филма Жижи од самог почетка. Заједно са Минелијем обилазио је Париз тражећи локације за снимање овог мјузикла који се одиграва почетком двадестог века. Иако је готово фетишизирао тај период, Битон се плашио да се креативно истрошио, јер је до тада махом креирао костиме из тог периода. Да би пронашао инспирацију, у Паризу је прелиставао француске часописе тог времена и поново ишчитавао Колетине романе (филм Жижи представља филмску адаптацију њеног истоименог романа). Жижи је био захтеван пројекат и Битон је рецимо за само једну сцену требало да осмисли 150 различитих костима. Жижи је био више него успешан филм освојивши девет Оскара, укључујући Оскар за најбољи филм и Оскар за најбољи костим који је припао Битону. Минели и Битон су костиме и декор користили да представе унутрашње немире и дамаре главне јунакиње испод сјајне површине француског друштва тог доба.

#### Моја лепа госпођице
Пре него што је почело снимање филма Моја лепа госпођице, Битон је већ радио костиме за бродвејску верзију овог мјузикла за које је добио награду Тони. Битон је пре првих скица обилазио музеје и прелиставао часописе из тог периода да би добио што више идеја и био што више веран едвардијанском времену. Дивећи се Битоновом укусу и стручности, Одри Хепберн (која је тумачила главну јунакињу овог филма) је знала да је Битон тај који ће је учинити лепом. Очарана његовим скицама, она је одмах пожелела да парадира у његовим костимима. Једног дана Сесил Битон јој је показао лутку са њезиним ликом, обучену у трошни зелени капут и са сламнатим шеширом (такав костим Одри Хепбурн носи у првим сценама филма). Хепбурнова је тврдила да је постресена аутентичношћу костима заплакала. Ускоро је Битон почео да понаша попут контролора. Давао је наређења о дужини трепавица и прегледао свако дугме и брош што је излуђивало готово читав сет. Одри Хепберн је подржавала Битоново инсистирање на аутентичности сваког детаља и стрпљиво је седела у шминкерници сатима. Разлог оваквог цепидлачења био је да се што уверљивије прикаже прелазак Елизе Дулитл од простакуше до даме. Колико се Битон слагао са Одри Хепберн толико се није слагао са режисером Џорџом Кјукором. Разлози за свађу били су многобројни. Када је визуелни аспект филма завршен, Кјукор је одлучио да са Битоном не проговори ни једну реч.
Филм је освојио осам Оскара укључујући и Пскар за најбољи филм и Оскар за најбољи костим који је припао Битону (његов други Оскар у каријери). Временом филм је постао антологијски, али и препознатљив управо по костимима. Посебно је позната сцена на хиподрому Аскот Гавот у коме је приказано високо друштво Лондона у екстравагатним и бизарним црно-белим костимима.

### Есеји и дневници
Сесил Битон је тридесет година покушавао да напише драму али никада није успео да је заврши. Писао је и есеје на тему позоришне и балетске уметности.
Битон је већи део свог живота водио дневник који је касније објавио у шест томова. Дневник обухвата период од 1922. до 1974. Свестан да је имао редак приступ особама и просторијама значајних људи двадесетог века желео је да остави и њихове писане портрете у својим дневницима. Савременици истичу чињеницу да готово никад није био без мраморне свеске у којој је често нешто записивао. Захваљујући његовим дневницима, биографи данас могу да сазнају доста скривених чињеница о личностима које су пажљиво криле своју интиму, каква је рецимо била Грета Гарбо. Историчар уметности, Џон Ричардсон, у есеју о Битону у својој књизи Свети монструми, свети мајстори, истиче да је Битон имао хомосексуални смисао за разумевање духа времена и да је то пренео у своје записе. Након смрти објављени су и дневници из последње деценије његовог живота које Битон није стигао да редигује. У тим дневницима се нашло доста искреније мишљење о многим јавним личностима са којима је сарађивао. Тако о Елизабет Тејлор пише да су њене груди, висеће и огромне као груди сељанке која доји бебу у Перуу, а Кетрин Хепберн описује као исхабани, рошави, пегави, спаљени, ишарани, избељени и смежурани комад распаднуте материје.

## Наслеђе и значај
Након смрти име Сесила Битона није пало у заборав. Велики број књига, приручника и енциклопедија везаних за моду и фотографију укључују његово име. Изложбе његових фотографија одржавају се често. Последњих година најзначајније изложбе су биле у Националној галерији портрета у Лондону од 5. фебруара до 31. маја 2004. и у Музеју града Њујорка од 25. октобра 2011. до 22. априла 2012. У Музеју Викторије и Алберта од 8. фебруара до 22. априла 2012. изложене су биле Битонове фотографије Краљице Елизабете II у оквиру јубилеја прославе шездесет година владавине.
Његов биограф, Хуго Викерс, сумира значај Битона као фотографа речима:Мислим да је стварао неку врсту магије. Не само да је фотографисао већину занимљивих, привлачних и важних људи двадесетог века, већ је уједно чинио да изгледају очаравајуће.